# Tierenteyn
Tierenteyn is de merknaam van twee Gentse mosterdproducenten (Ferdinand Tierenteyn en Vve Tierenteyn-Verlent), die beide afstammen van eenzelfde familie. Petrus Tierenteyn (1788-1857) stichtte het oorspronkelijke bedrijf in het begin van de 19e eeuw. Na zijn dood zetten verschillende van zijn zoons het mosterd maken verder.

## Petrus Tierenteyn
De eerste mosterdproducent in de familie Tierenteyn was Petrus, die volgens de legende een conversatie tussen Napoleon en een van zijn soldaten over het mosterd maken zou overhoord hebben. Waarschijnlijker is dat de aanwezigheid van de Fransen, die bekendstonden als mosterdliefhebbers, invloed had op de beslissing van Petrus om zelf mosterd te produceren. Petrus begon met de productie van mosterd in het begin van de 19e eeuw. De exacte datum is niet gekend, maar bij de eerste aanleg van een archief van mosterdmakers te Gent in 1840 staat Petrus Tierenteyn reeds vermeld. Het bedrijf staat in die tijd ingeschreven op ‘Groenselmarkt 8’. Het mosterdzaad werd in die tijd met de hand gemalen in een mortier of speciale molen. Het proces was zo arbeidsintensief dat de prijs van de mosterd enkel te betalen was door gegoede burgers. De Gentse mosterd werd gemaakt van onder andere donker mosterdzaad (Brassica nigra). Naast de productie en verkoop van mosterd, had Petrus zich ook gericht op de verkoop van andere kruiderijen. Hij bouwde zijn imperium uit tot hij verschillende winkels in de nabijheid van de Groentenmarkt bezat. De mosterdverkoop ging zo goed dat Petrus in 1842 besloot een stoommachine aan te schaffen om de productie van de mosterd te vergemakkelijken. Dat Petrus zich een dergelijke investering kon veroorloven doet vermoeden dat hij reeds enige tijd mosterd verkocht en hier ook goed aan verdiende. Het bedrijf ging door deze investering na verloop van tijd bekendstaan als ‘l’usine à vapeur’. De prijs van de mosterd kon nu dalen, waardoor het product voor een groter publiek toegankelijk werd. Petrus Tierenteyn had 7 kinderen. Drie van hen zouden zich toeleggen op de mosterdproductie. Augustus Franciscus Tierenteyn (1833-1866) nam de kruidenierszaak in Gent over. Ferdinand Tierenteyn (1828-1868) nam de productie met de stoommachine over en duikt vanaf 1861 in de archieven op als mosterdmaker, gevestigd op de Brugschen Steenweg. Twee van zijn zonen, Edmond (1855-1938) en Richard (°1858), verkochten elk hun mosterd in aanpalende woningen op de kleine Vismarkt. Nu vindt men op deze adressen koffie- en theespeciaalzaak Simon Levelt en frituur ’t Puntzakje. Edmond zal de lijn van Ferdinand Tierenteyn verder zetten, Richard verhuist in 1896 naar Brussel en verandert de naam van zijn mosterd naar Aroma. De oudste zoon van Petrus, Felix Tierenteyn (°1816) week uit naar Antwerpen, maar na een generatie dooft deze lijn van de familie Tierenteyn uit.

## Ferdinand Tierenteyn

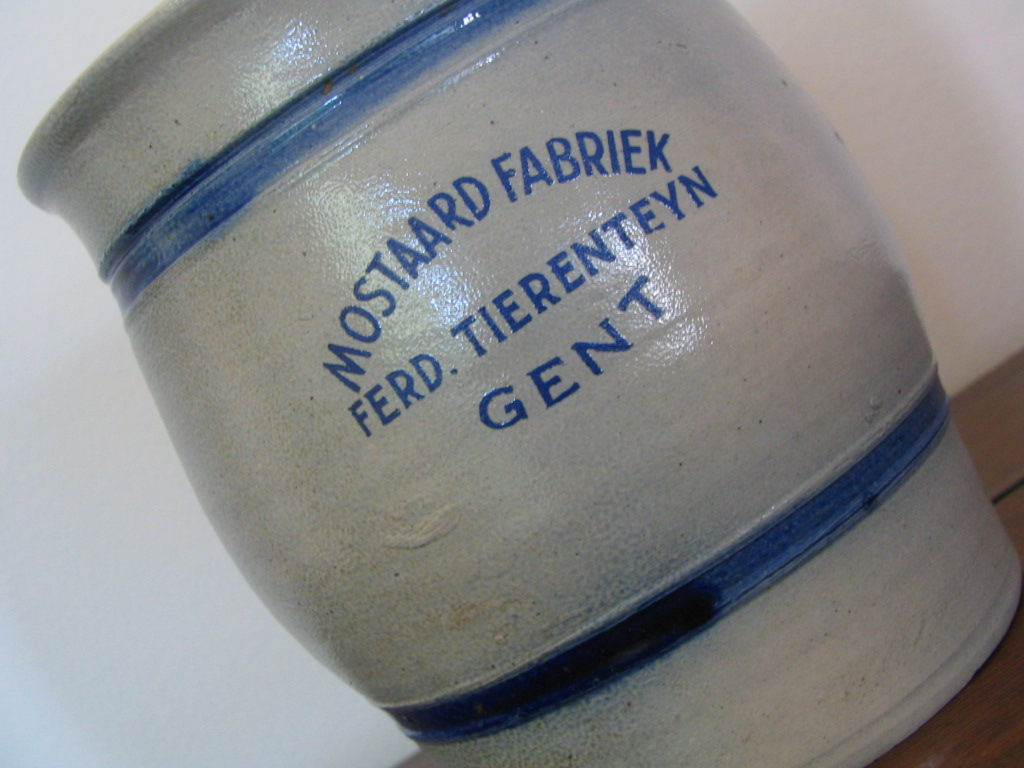
Stenen mosterdpot Ferdinand Tierenteyn

Ferdinand Tierenteyn nam van zijn vader de mosterdfabricage met behulp van de stoommachine over en vestigde zich in de Brugschesteenweg 34 (nu het Emilius Seghersplein). Het werken met stoommachines was in die tijd exceptioneel en getuigde van vooruitstrevendheid, vandaar ook de opschriften 'usine à vapeur'. Van meet af aan richtte Ferdinand zich, naast de productie voor particulieren, ook op de productie voor groothandels. Richard en Edmond Tierenteyn zouden de zaak in Gent verder zetten, elk met hun eigen winkel in aanpalende woningen aan de Kleine Vismarkt. Richard verhuist enkele jaren later naar Brussel, maar na een generatie sterft deze tak uit. Edmond laat de firma na aan zijn zoon Ferdinand (II). Deze trouwt met Zoë Ghesquire, die na de dood van haar man de zaak overlaat aan een niet-Tierenteyn. Fredegand Meireleire neemt de zaak in 1939 over en behoudt de traditie van de familie Tierenteyn. De mosterdrecepturen worden minutieus doorgegeven en bewaard ! In 1956 zet hij de eerste grote verhuisactie op poten naar de Sparrestraat 49 in Gent om de zaak verder te laten groeien.  Aan de mosterdactiviteit voegt hij de azijnbrouwerij toe; vandaar het opschrift in de Sparrestraat 'Mosterd- en azijnbrouwerij'. Zijn dochter Rolande, en haar zoon Guy Mortier beheren het bedrijf tot 2009. Deze laatste legt omstreeks 2007 de azijnproductie opnieuw stil: te kleinschalig en niet rendabel. In 2009 wordt het bedrijf overgenomen door Bernard Desrumaux. Na een inloopperiode van 3 jaar wordt eind 2011 de 2e grote verhuis gerealiseerd om de toekomst van de producten veilig te stellen.
De Antwerpse auteur Willem Elsschot schreef een aantal versjes als publiciteit voor Ferdinand Tierenteyn. Deze werden jaarlijks in Snoeck’s Almanack gepubliceerd.

### Producten

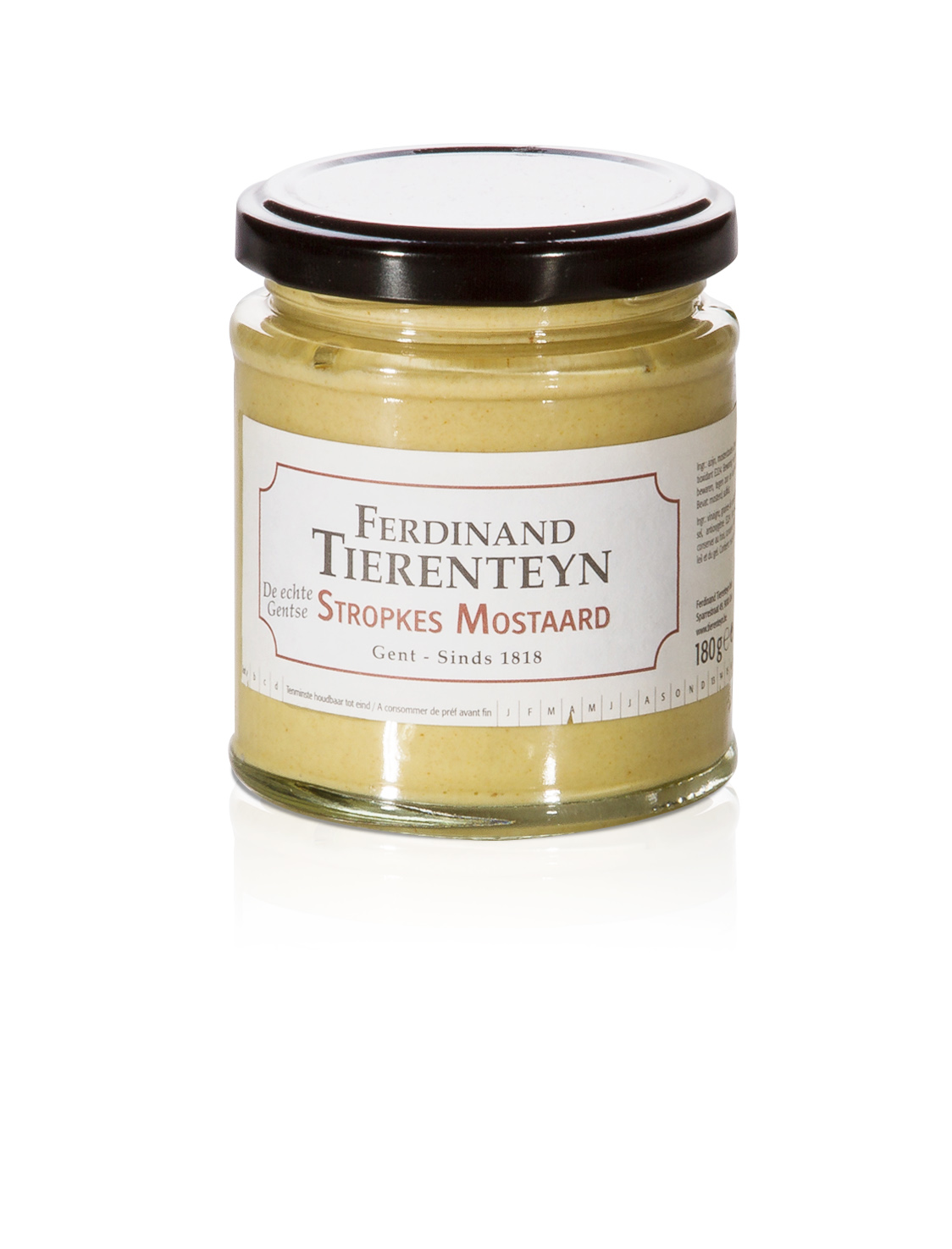
Stropkes mosterd in delicatessen verpakking

Ferdinand Tierenteyn produceert verschillende soorten mosterd die in verschillende groottes van verpakkingen verkocht worden. De belangrijkste zijn de Extra Mosterd (donkere sterke mosterd), Stropkesmosterd (lichte half sterke mosterd) en Mosterd à l’Ancienne (grof gemalen vrij sterke mosterd). Daarnaast worden ook mosterd met balsamicoazijn en gele mosterds verkocht. Ferdinand Tierenteyn heeft er steeds voor geopteerd om de verschillende soorten mosterd aan een breed publiek aan te bieden. De mosterd is te koop in delicatessenzaken, maar ook bij horecaspeciaalzaken en sommige supermarkten.

## Vve Tierenteyn-Verlent
Augustus Tierenteyn trouwt in 1855 met Adelaïde Verlent en vestigt zich in een van de kruidenierszaken van zijn vader op het adres Korte Munt 5. Dit huis was vroeger van kruidenier en mosterdmaker Ramon-Van Geem en wordt gekenmerkt door een sculptuur van een halve maan in de gevel. Augustus en Adelaïde kopen in 1862 ook het pand op Groentenmarkt 3, een paar huizen verder. Augustus sterft echter enkele jaren later op drieëndertigjarige leeftijd en zijn vrouw zet de zaak verder. Vandaar de toevoeging ‘Vve’, de Franse afkorting voor weduwe, en de naam ‘Verlent’. Adelaïde verhuist de winkel in 1867 definitief naar de Groentenmarkt 3. Wanneer Adelaïde hertrouwt verandert de naam van de zaak tijdelijk naar Vve Tiernteyn-Laquet. Augustus liet 4 kinderen na; Leo Augustus, Zulma, Felix en Ludovicus Tierenteyn. Zulma en Felix nemen de zaak van hun moeder over. Zulma werkt in de winkel, terwijl Felix mosterd maakt in de Hoogpoort. Zulma deponeert in 1923 het merk van de mosterd. Ze haalde het ontwerp van het label, met de kenmerkende lachende halve maan, uit de gevel van de vorige zaak. In 1942 trouwt Felix Tierenteyn op tweeëntachtigjarige leeftijd voor het eerst met Zhoë Ghesquire, de weduwe van zijn jongere neef, Ferdinand Tierenteyn. Het lijkt even op een verzoening tussen de twee takken van de familie, maar de problemen raken niet opgelost en beiden firma’s worden aan vreemde handen overgelaten. In 1947 stopt Felix Tierenteyn met werken en wordt het bedrijf voor het eerst overgelaten aan een niet-Tierenteyn. De boekhouder van de familie, Antoon De Meyer, neemt de zaak over. Een moeilijk decennium later wordt Tierenteyn-Verlent weer doorverkocht aan Jean Caesens. Een deel van de kennis die van generatie op generatie is doorgegeven is echter met het overlijden van Felix Tierenteyn in 1949 verloren gegaan. In samenwerking met de Gentse hogescholen wordt daarom een onderzoek gestart om de verloren kennis terug te achterhalen. De mosterd, net als de winkel, worden in ere hersteld. Jean Caesens laat de winkel over aan zijn oudste dochter, die de huidige eigenares van de BVBA Vve Tierenteyn-Verlent is.

### Producten
Net als in de tijd van Petrus Tierenteyn wordt in de winkel aan de Groentenmarkt naast mosterd ook een resem andere producten verkocht. De fijngemalen mosterd wordt vanuit de kelder, waar ze gemaakt wordt, in een houten ton in de winkel gepompt. Hier wordt ze dan voor de ogen van de klant uitgeschept in de handgedraaide stenen potjes of glazen bokaaltjes. Daarnaast wordt dezelfde mosterd ook in een grove versie verkocht. De winkel staat verder bekend om zijn pickles en mostarda (gekonfijt fruit met mosterdolie), zure uitjes en augurkjes, azijnen en dergelijke meer. Verder worden er ook allerhande losse kruiden verkocht. Tierenteyn-Verlent beschikt over een kleine ambachtelijke productie. Bijgevolg zijn de meeste producten enkel in de winkel op de Groentenmarkt te verkrijgen. De pickles en mosterd worden echter in beperkte mate verdeeld aan delicatessenzaken, beenhouwers en kaaswinkels.

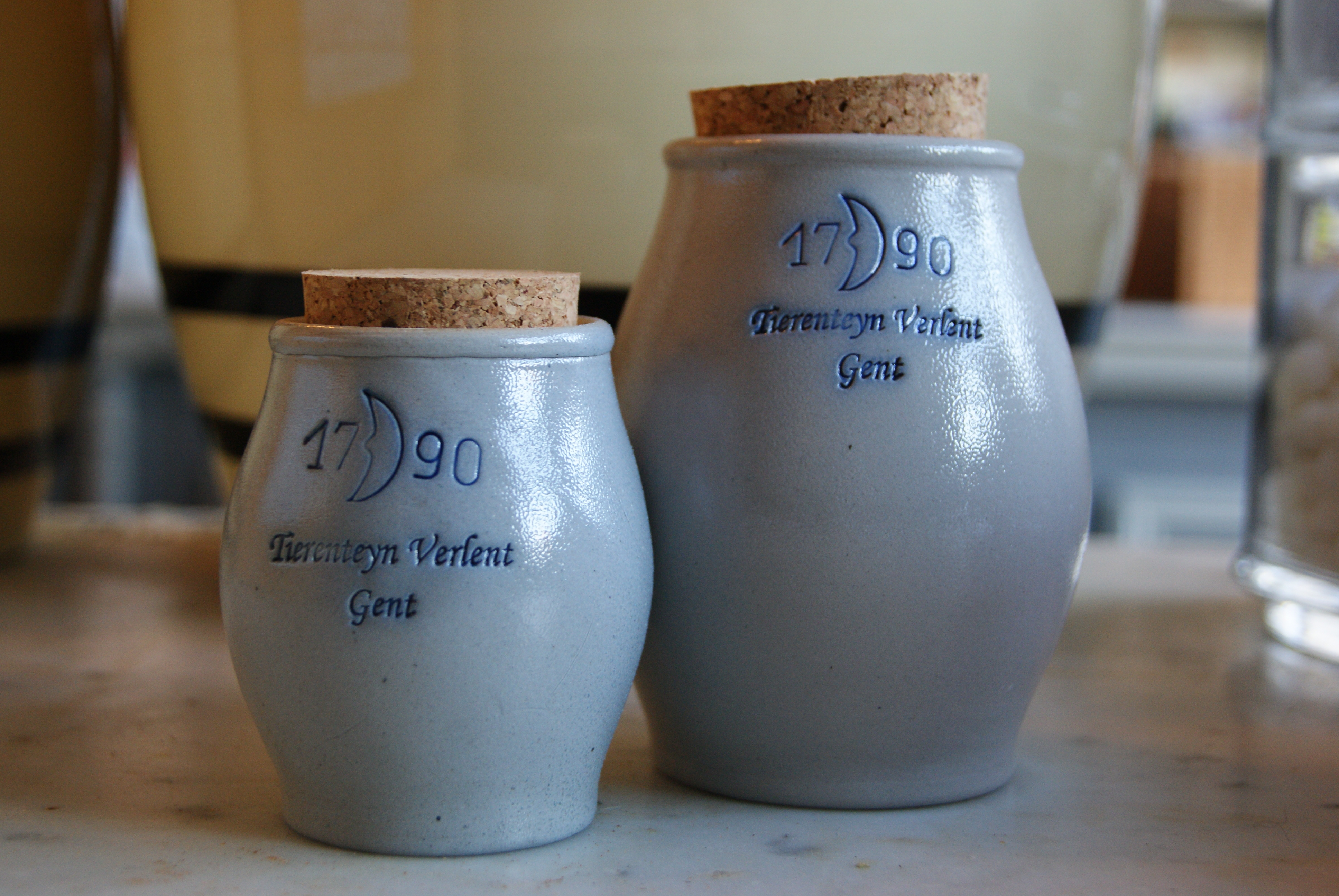
Stenen potten van Tierenteyn-Verlent
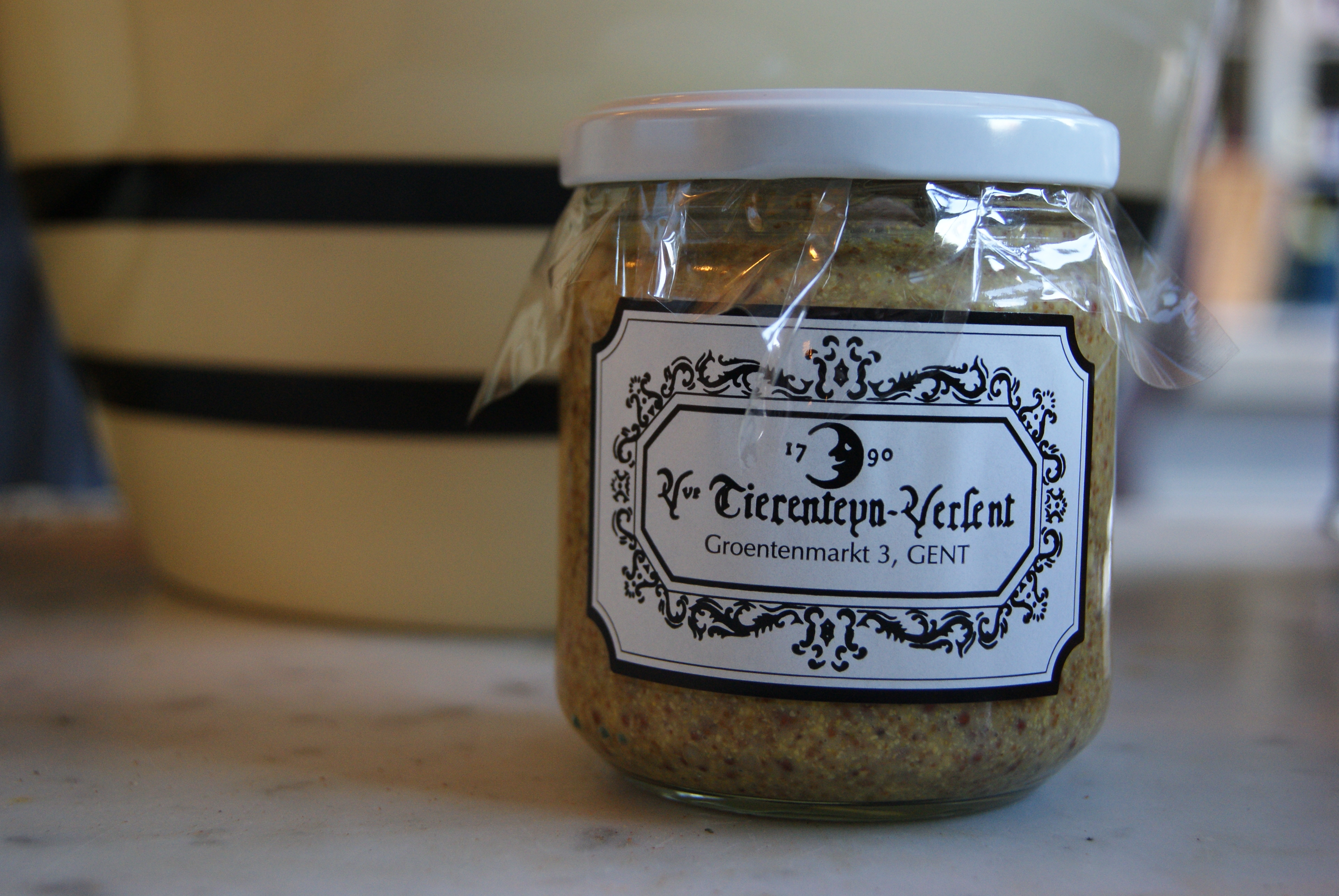
Potje grove mosterd van Tierenetyn-Verlent

### Gebouw
Vve Tierenteyn-Verlent vestigde zich in 1867 definitief op de Groentemarkt 3. Het huis staat tegenwoordig gekend als huis ‘La demi Lune’ maar het is waarschijnlijk dat deze naam, net als het label en logo, afkomstig zijn van het pand op de Korte Munt 5. Niettemin is de oude winkel een uniek gebouw, dat zowel aan de binnen- als buitenkant kenmerken van architectuur uit de 18e en 19e eeuw vertoont. De kelder waarin de mosterd geproduceerd wordt, is een restant van de Romaanse architectuur. Het gebouw en haar interieur zijn daarom ook sinds 1995 beschermd.

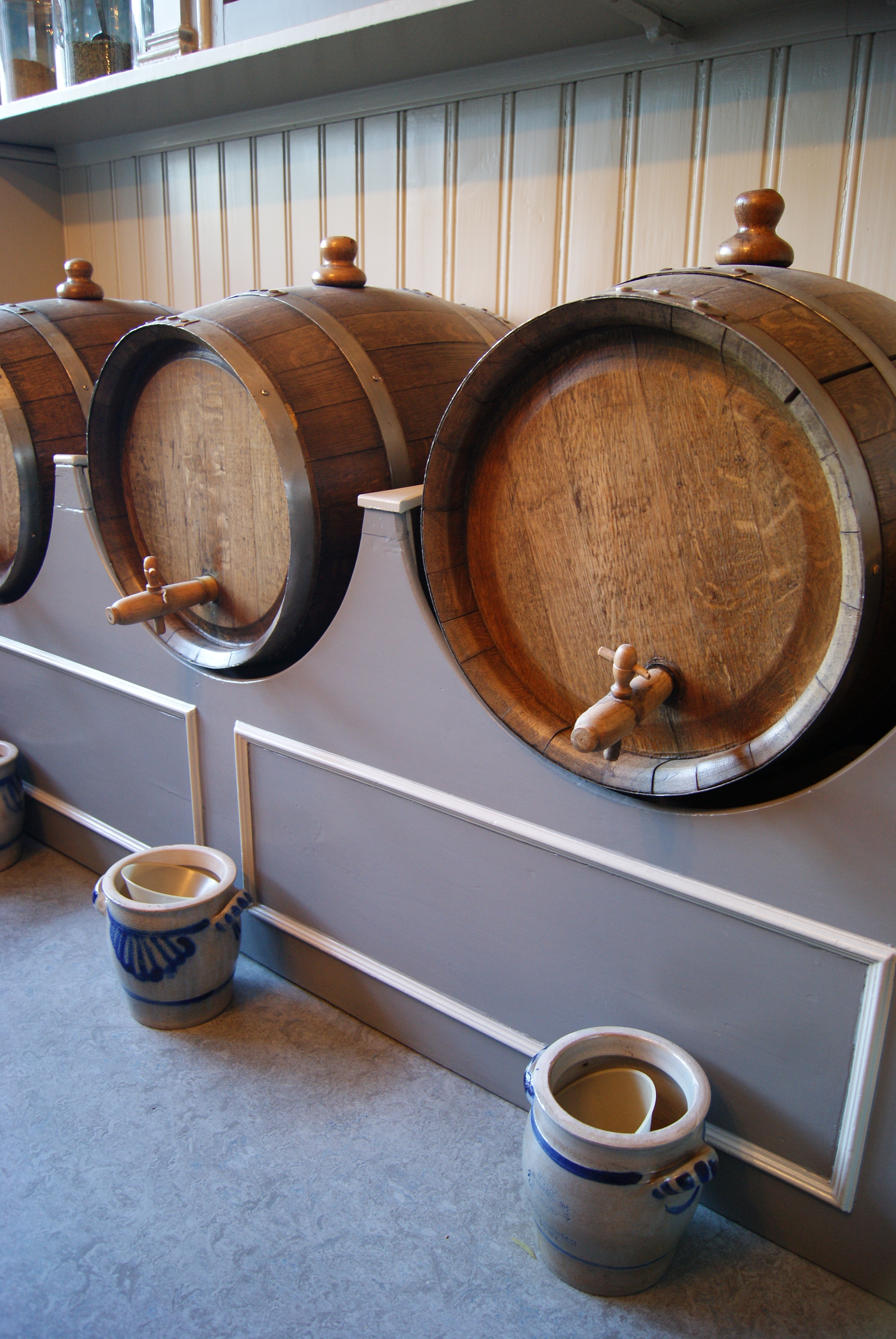
Interieur van Tierenteyn-Verlent op de Groentenmarkt te Gent
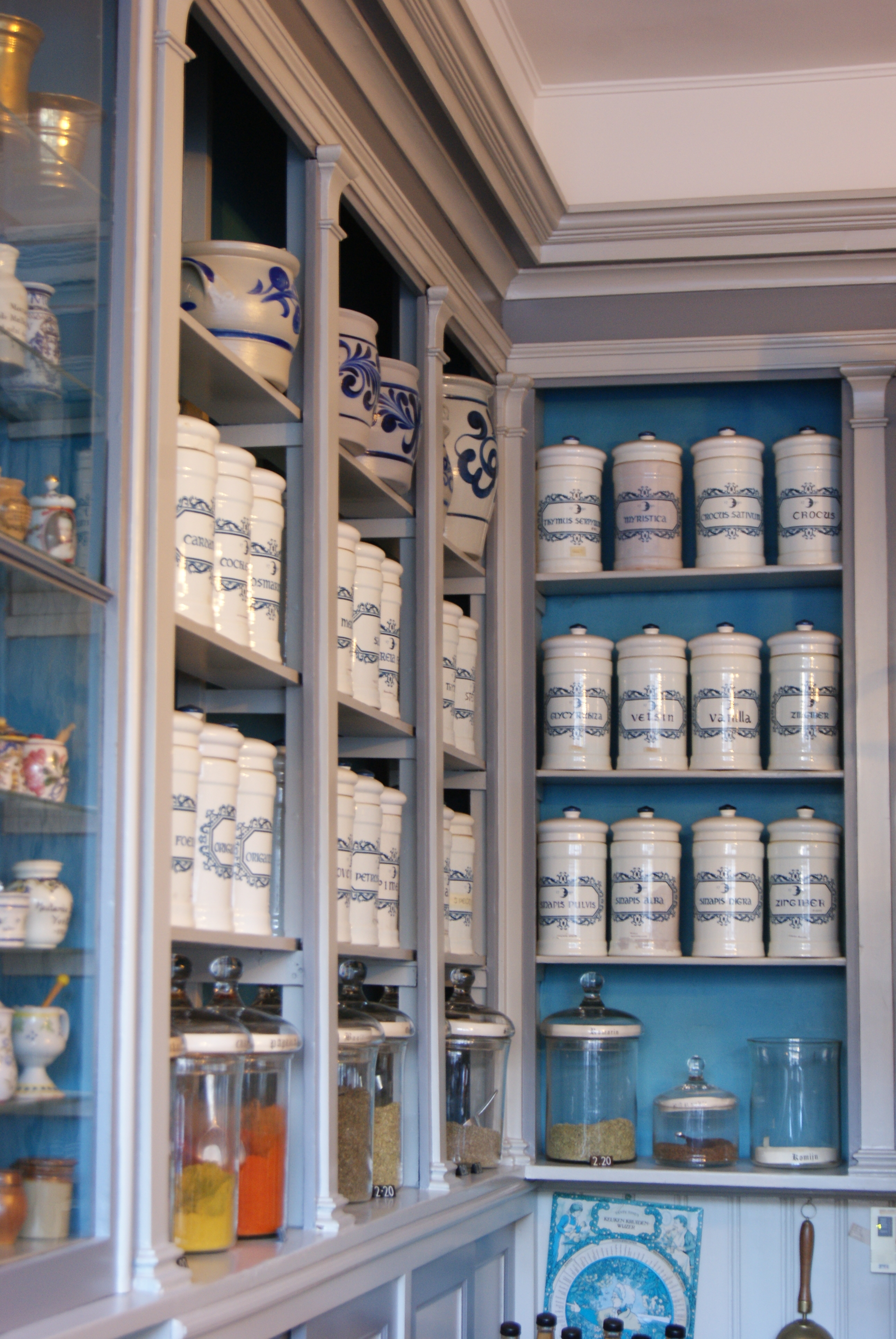
Interieur van Tierenteyn-Verlent op de Groentenmarkt te Gent
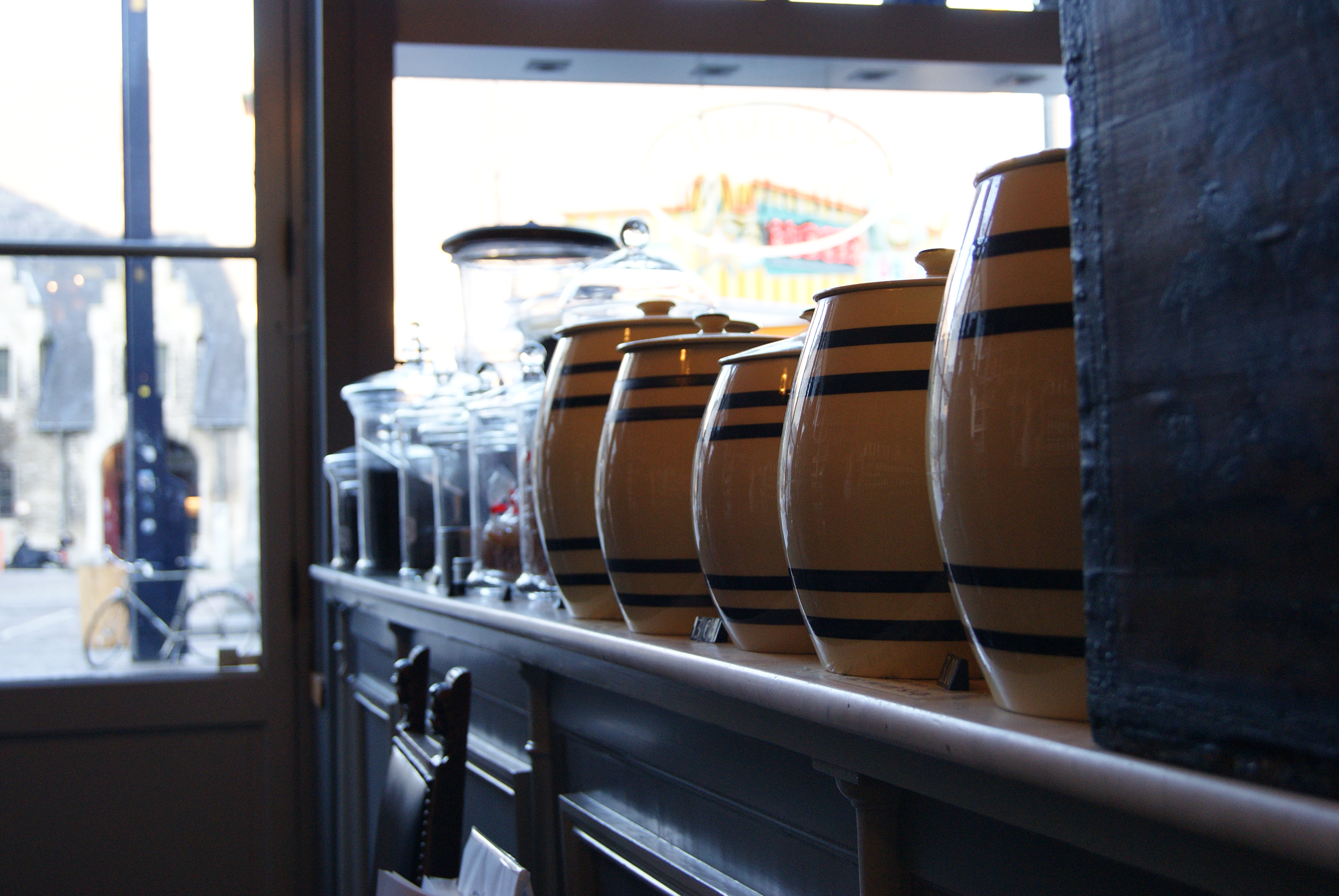
Interieur van Tierenteyn-Verlent op de Groentenmarkt te Gent